# Gallia Aquitania

Lage der Provinz Gallia Aquitania im Römischen Reich

Gallia Aquitania war eine in Gallien gelegene Provinz des Römischen Reiches, die Ende des 1. Jahrhunderts v. Chr. durch den Kaiser Augustus gegründet wurde. Sie reichte in ihrer maximalen Ausdehnung vom Atlantik und den Pyrenäen bis zur Loire. Im Norden und Nordosten war sie mit der Gallia Lugdunensis, im Osten mit der Gallia Narbonensis und im Süden mit der Hispania Tarraconensis benachbart.

## Geschichte
Der größte Teil Galliens wurde von Gaius Iulius Caesar im Rahmen des Gallischen Krieges (58–51/50 v. Chr.) erobert, so auch die spätere Provinz Aquitania. Als administrative Einheit entstand diese aber erst im Rahmen der Neuorganisation der römischen Provinzen durch Augustus, der traditionellen Ansicht zufolge im Jahr 27 v. Chr., wahrscheinlich aber erst 16–13 v. Chr.
Gallia Aquitania wurde als kaiserliche Provinz durch einen legatus Augusti pro praetore verwaltet; die Hauptstadt befand sich ursprünglich in Mediolanum (heute Saintes), später in Burdigala (heute Bordeaux). Die Provinz wurde von einer raschen Romanisierung erfasst, was mit einer planmäßigen Erschließung durch ein Straßennetz sowie einer intensiven Urbanisierung (noch heute erkennbar in zahlreichen archäologischen Denkmälern aus antiker Zeit) einherging.
Um das Jahr 300 – wahrscheinlich etwas danach – wurde Gallia Aquitania unter dem römischen Kaiser Diokletian in die kleineren Provinzen Aquitania prima, Aquitania secunda (beide nördlich des Flusses Garonne) sowie Aquitania Tertia (auch Novempopulana, wörtlich „Neunvölker(-land)“, genannt, südlich der Garonne gelegen) aufgeteilt. Diese gehörten zur Dioecesis Galliae, die wiederum etwas vor der Mitte des 4. Jahrhunderts dem Machtbereich des Praefectus praetorio Galliarum zugeschlagen wurde. Kurz darauf wurden Aquitania prima und Aquitania secunda zu einer Provinz mit der Hauptstadt Burdigala zusammengefasst, spätestens aber im Jahr 369 wieder getrennt. Im Laufe des 4. Jahrhunderts erfolgte die vollständige Christianisierung des Gebietes.
Nach dem Rheinübergang von 406 wurde die bis dahin relativ sicher gelegene Provinz Aquitania verstärkt von der Völkerwanderung erfasst. Im Jahr 418 siedelte der spätere Mitkaiser Constantius die Westgoten als Foederaten an der aquitanischen Atlantikküste an. Im Laufe der kommenden Jahrzehnte eroberten sie weite Teile Galliens und Hispaniens und übernahmen unter anderem die komplette Provinz Gallia Aquitania. Dabei blieben allerdings viele gesellschaftliche und administrative Strukturen der Römerzeit erhalten. Erst während der Frankenzeit wurde diese Kontinuität weitgehend unterbrochen.

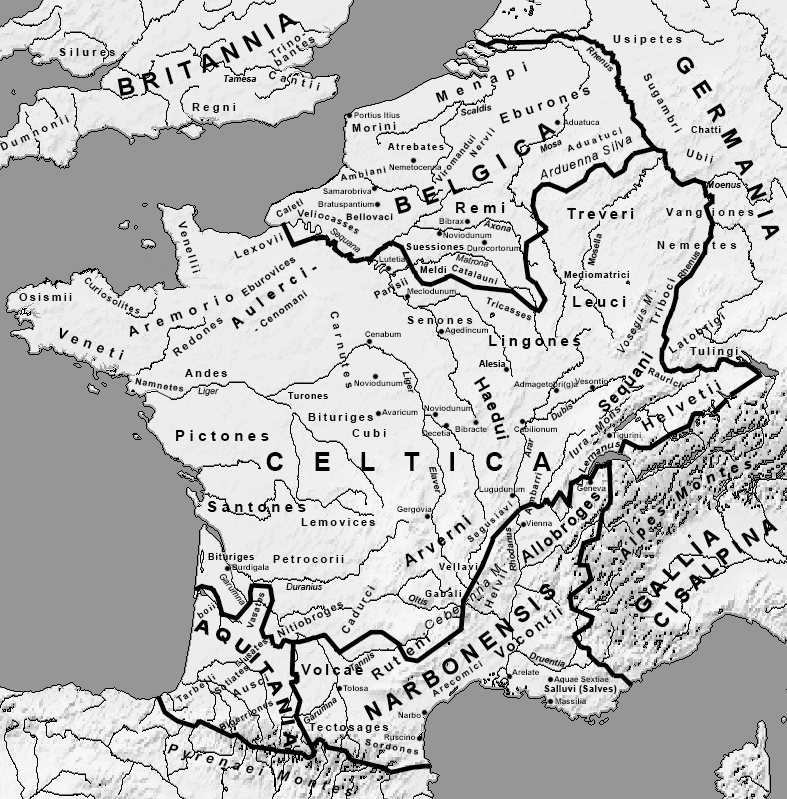
Römische Provinzen und keltische Stämme in Gallien

## Keltische Stämme
Im Rahmen der Neuordnung der römischen Provinzen wurden die Siedlungsgebiete mehrerer gallischer Stämme zusammengefasst, deren Namen bei den antiken Autoren Strabon, Plinius dem Älteren und Claudius Ptolemäus unterschiedlich angegeben werden. Alle drei Schriftsteller nennen die Arverner, Kadurker, Gabalier, Lemoviken, Rutener, Nitiobrigen, Petrocorier, Piktonen, Santonen und die beiden Teilstämme der Biturigen. Bei Ptolemäus sind außerdem die Datii erwähnt, bei Ptolemäus und Strabon die Vellavier; Plinius nennt statt diesen noch die für die Provinz namensgebenden Aquitanier sowie die Ambilatri und Anagnutes.